# Cessna 404 Titan

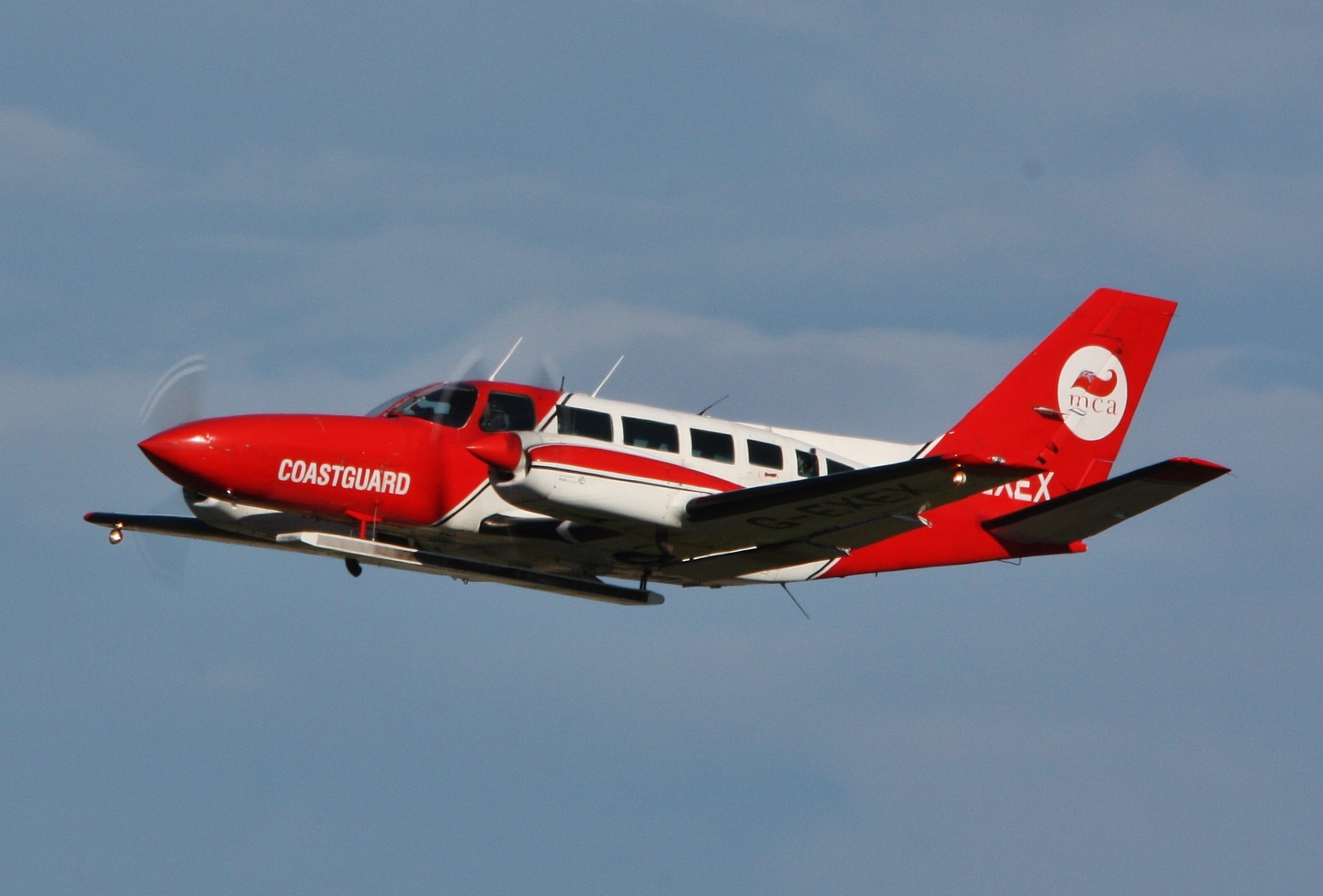
Cessna 404 Titan

De Cessna 404 Titan is een Amerikaans tweemotorig laagdekker passagiers- en vrachtvliegtuig met intrekbaar landingsgestel. Het toestel voor acht tot tien passagiers maakte zijn eerste vlucht op 26 februari 1975. Tijdens de ontwikkeling van de Titan in de jaren 1970 was het de grootste Cessna twin met zuigermotoren. De Amerikaanse militaire aanduiding was C-28, de Zweedse luchtmachtaanduiding luidde Tp 87.

## Ontwikkeling en historie
De Cessna 404 was een doorontwikkeling van de Cessna 402 met een aantal aanpassingen waaronder een vergroot verticaal staartvlak. Het toestel werd voortgedreven door twee turbogeladen 375 pk Continental-zuigermotoren. In eerste instantie werden twee versies aangeboden: de Titan Ambassador met tien zitplaatsen en de Titan Courier voor een combinatie van passagiers en vracht. Begin 1982 kwam ook een volledige vrachtversie beschikbaar, de Titan Freighter met een speciaal aangepaste interieurbekleding bestand tegen stoten en krassen.
De Cessna Titan heeft wereldwijd dienstgedaan in de luchtstrijdkrachten van twaalf landen waaronder: Colombia, Hong Kong, Zweden en Amerika.
In de periode 1982-1993 huurde Rijkswaterstaat Dienst Noordzee een Cessna 404 Titan, de PH-MPC, van Martinair als patrouillevliegtuig met aan boord een groep waarnemers en een fotograaf om schepen op te sporen en vast te leggen die bijvoorbeeld olie loosden in zee.

## Varianten

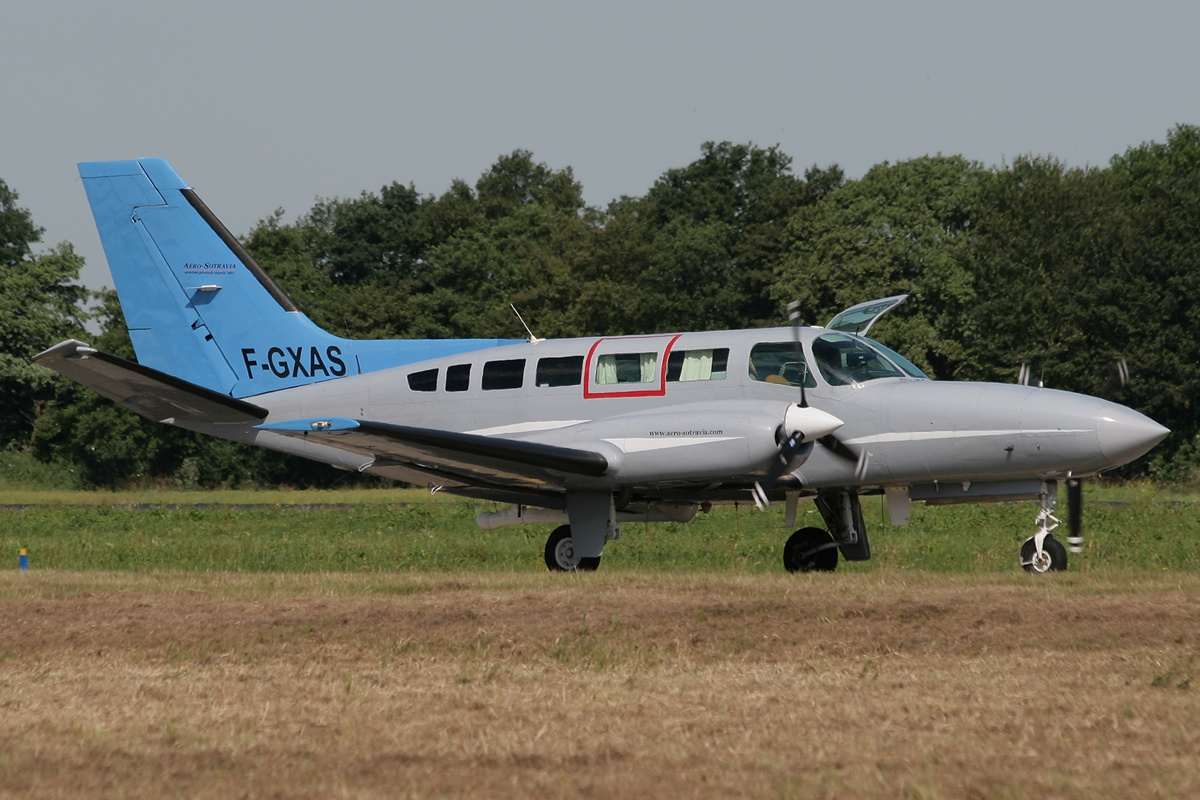
Cessna 404 Titan (Rotterdam Zestienhoven, 2010)

- Titan Ambassador – Basisversie voor tien passagiers.
- Titan Ambassador II – Ambassador met fabriekgemonteerde avionics.
- Titan Ambassador III – Ambassador met fabriekgemonteerde avionics.
- Titan Courier – Convertible passagier-/vrachtversie.
- Titan Courier II – Courier met fabriekgemonteerde avionics.
- Titan Freighter – Vrachtversie.
- Titan Freighter II – Vrachtversie met fabriekgemonteerde avionics.
- C-28A Titan – Aanduiding voor twee toestellen aangeschaft door de Amerikaanse marine.

De 404 Titan stond aan de basis van de Cessna 441 Conquest II uitgerust met een drukcabine en 2 x 636 pk turbopropellers.

## Specificaties
- Type: Cessna model 404 Titan
- Fabriek: Cessna
- Bemanning: 2
- Passagiers: 8-10
- Lengte: 12,05 m
- Spanwijdte: 14,23 m
- Hoogte: 4,04
- Vleugeloppervlak: 22,48 m²
- Leeg gewicht: 2185 kg
- Maximum gewicht: 3810 kg
- Brandstof: 1300 liter

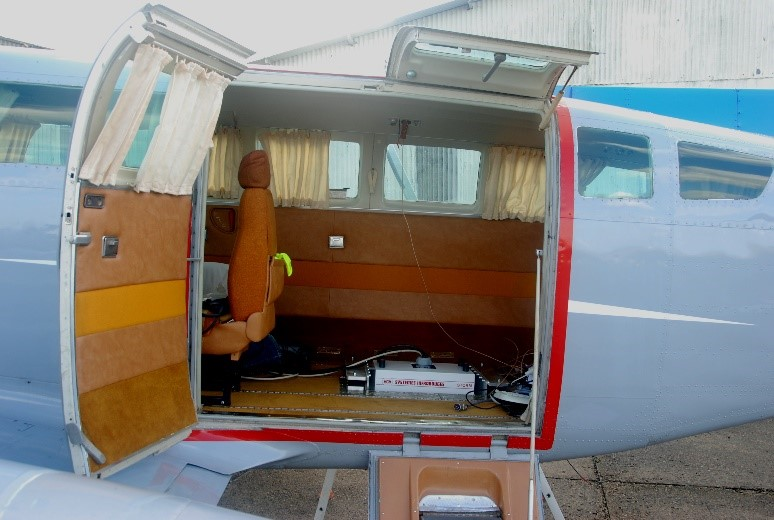
Cessna 404 deur linksachter

- Motor: 2 × 375 pk (280 kW) Continental GTSIO-520 turbogeladen zescilinder boxermotor
- Eerste vlucht: 26 februari 1975
- Aantal gebouwd: 396 (1976–1982)

Prestaties:
- Maximumsnelheid: 430 km/u (4900 m)
- Kruissnelheid: 302 km/u (economy cruise)
- Overtreksnelheid: 130 km/u flaps down
- Klimsnelheid: 8 m/s
- Plafond: 7900 m
- Vliegbereik: 3410 km
- Startbaanlengte (15 m obstakel): 721 m